# Anton Andergassen
Anton Andergassen (* 8. September 1893 in Feldkirch; † 3. Januar 1976 in Rankweil) war ein österreichischer Geistlicher, der über mehrere Jahrzehnte hinweg als katholischer Pfarrer in verschiedenen Vorarlberger Gemeinden tätig war. Für seine Verdienste wurde er ehrenhalber zum Geistlichen Rat ernannt.

## Leben
Sein Vater stammte aus Margreid im Südtiroler Unterland und war ein angesehener Bäcker in Feldkirch. Andergassen begann 1911 ein Theologiestudium am Priesterseminar in Brixen. Aufgrund der Kriegsereignisse empfing er die Priesterweihe bereits 1916 in der Feldkircher Kapuzinerkirche. Die ersten Wirkungsstätten von Andergassen als Frühmesser waren in Gisingen und Hörbranz. Von 1926 bis 1935 war er als Beichtvater erstmals in Rankweil seelsorglich tätig. Bis 1951 war er Wallfahrtspfarrer in der Pfarrkirche Mariä Geburt in Tschagguns und später drei Jahre Pfarrer in Dornbirn. Im November 1954 kehrte er nach Rankweil zurück, wo seine pastorale Aufgabe als Pfarrer über 20 Jahre andauerte. Ein großer Teil dieser Zeit war für die Kirche eine Zeit der Reformen und er unterlag einer starken Einflussnahme durch den Bischof von Feldkirch und der Päpste in Rom.
Andergassen förderte in seinem Aufgabenbereich eine rege Bautätigkeit, unter anderem die Renovierung der Rankweiler Bergkirche und den Bau der St. Josef-Kirche.

## Publikationen
- Christus oder Buddha. Feldkirch 1932.
- Die Wunder Roms. Feldkirch [1933].
- Ein Büchlein vom Sonntag. Feldkirch 1934.
- Maria, die Königin des Friedens. Feldkirch 1933.
- Ein Büchlein vom Glauben. Feldkirch 1934.
- Vom Glauben, Altenstadt. ca. 1970.
- Hl. Antonius von Padua, der grosse Wundertäter. Altenstadt ca. 1970.